# Wang Xiaomei
Dans ce nom chinois, le nom de famille, Wang, précède le nom personnel.
Pour les articles homonymes, voir Wang.
Wang Xiaomei (chinois : 王小梅), née le 20 août 2000, est une coureuse cycliste handisport chinoise concourant en C3 pour les athlètes atteint au niveau des membres inférieurs. Elle est championne paralympique sur piste en 2024.

## Carrière
Wang Xiaomei est née à Dali dans la province du Yunnan avec une hémiplégie. Elle commence le sport à Dongguan par l'athlétisme handisport avant de se tourner vers le cyclisme handisport et de rejoindre l'équipe de la province du Guangdong en 2015.
En août 2021, lors des Jeux paralympiques d'été de 2020, Wang remporte la médaille d'argent de la poursuite individuelle féminine C1-3 en 3 min 54 s 975. Elle bat le record du monde de l'épreuve lors du tour préliminaire en 3 min 55 s 781. Elle termine également 5e du 500 m, 6e du contre-la-montre et 4e de la course sur route.
Lors des Championnats du monde sur piste 2024, elle remporte quatre médailles d'or dans la catégorie C3 : sur le 500 m, la poursuite, le scratch et sur l'omnium. Quelques mois plus tard, elle remporte l'or sur la poursuite aux Jeux paralympiques en 3 min 41 s 692, près de 10 secondes devant la Britannique Daphne Schrager.

## Palmarès sur piste

### Jeux paralympiques
- Tokyo 2020
  -  Médaillée d'argent de la poursuite C1-3
- Paris 2024
  -  Championne paralympique de la poursuite C1-3

### Championnats du monde
| Édition / Épreuve   | Poursuite individuelle C3 | 500 mètres C3 | Scratch C3 | Omnium C3 |
| Rio de Janeiro 2024 | Or                        | Or            | Or         | Or        |

### Jeux para-asiatiques
- Hangzhou 2022
  -  Médaille d'argent de la poursuite C1-3

### Palmarès sur route

#### Championnats du monde
| Édition / Épreuve | Contre-la-montre C3 |
| Glasgow 2023      | Argent              |

### Jeux para-asiatiques
- Hangzhou 2022
  -  Médaille d'argent du contre-la-montre C1-3
  -  Médaille de bronze de la course en ligne C1-5